# Torped (våldsman)
En torped är också ett undervattensvapen, se torped.
En torped är en person som mot betalning utför hot, utpressning, våldshandlingar, sabotage och mord åt andra.